# 克容诺县
克容诺县是越南得农省下辖的一个县。

## 地理
克容诺县北接格桔县，西北接得明县，东接多乐省勒县和克容阿纳县，南接得格朗县，西接得双县。

## 历史
2007年10月18日，得索社和南沱社析置南春社。
2021年1月12日，得门市镇部分区域划归南春社和新城社管辖，新城社部分区域划归南春社管辖。

## 行政区划
克容诺县下辖1市镇11社，县莅得门市镇。
- 得门市镇（Thị trấn Đắk Mâm）
- 奔抓社（Xã Buôn Choah）
- 得若社（Xã Đắk Drô）
- 得能社（Xã Đắk Nang）
- 得索社（Xã Đắk Sôr）
- 德川社（Xã Đức Xuyên）
- 南沱社（Xã Nam Đà）
- 南春社（Xã Nam Xuân）
- 南地社（Xã Nâm N'Đir）
- 南农社（Xã Nâm Nung）
- 广富社（Xã Quảng Phú）
- 新城社（Xã Tân Thành）